# جرج آلبرت اسمیت
جرج آلبرت اسمیت (انگلیسی: George Albert Smith؛ ۴ ژانویهٔ ۱۸۶۴ – ۱۷ مهٔ ۱۹۵۹) یک کارگردان، و تهیه‌کننده اهل بریتانیا بود. او از پیشگامان صنعت سینما بوده است.

## گزیده آثار
- قلعه اشباح (۱۸۹۷)
- مردی در حال نوشیدن آبجو (۱۸۹۷)
- پرتوهای ایکس (۱۸۹۷)
- آسیابان و دودکش‌پاک‌کن (۱۸۹۸)
- عکاسی از یک شبح (۱۸۹۸)
- بابا نوئل (۱۸۹۸)
- تاکسی خستگی‌ناپذیر (۱۸۹۹)
- مادربزرگ سوزنش را نخ می‌کند (۱۹۰۰)
- بگذار دوباره به رؤیا بروم (۱۹۰۰)
- ذره بین مطالعه مادربزرگ (۱۹۰۰)
- تماشا کردن به تلسکوپ (۱۹۰۰)
- پزشک کوچک (۱۹۰۱)
- گربه‌ بیمار (۱۹۰۳)